# UTC+05:00

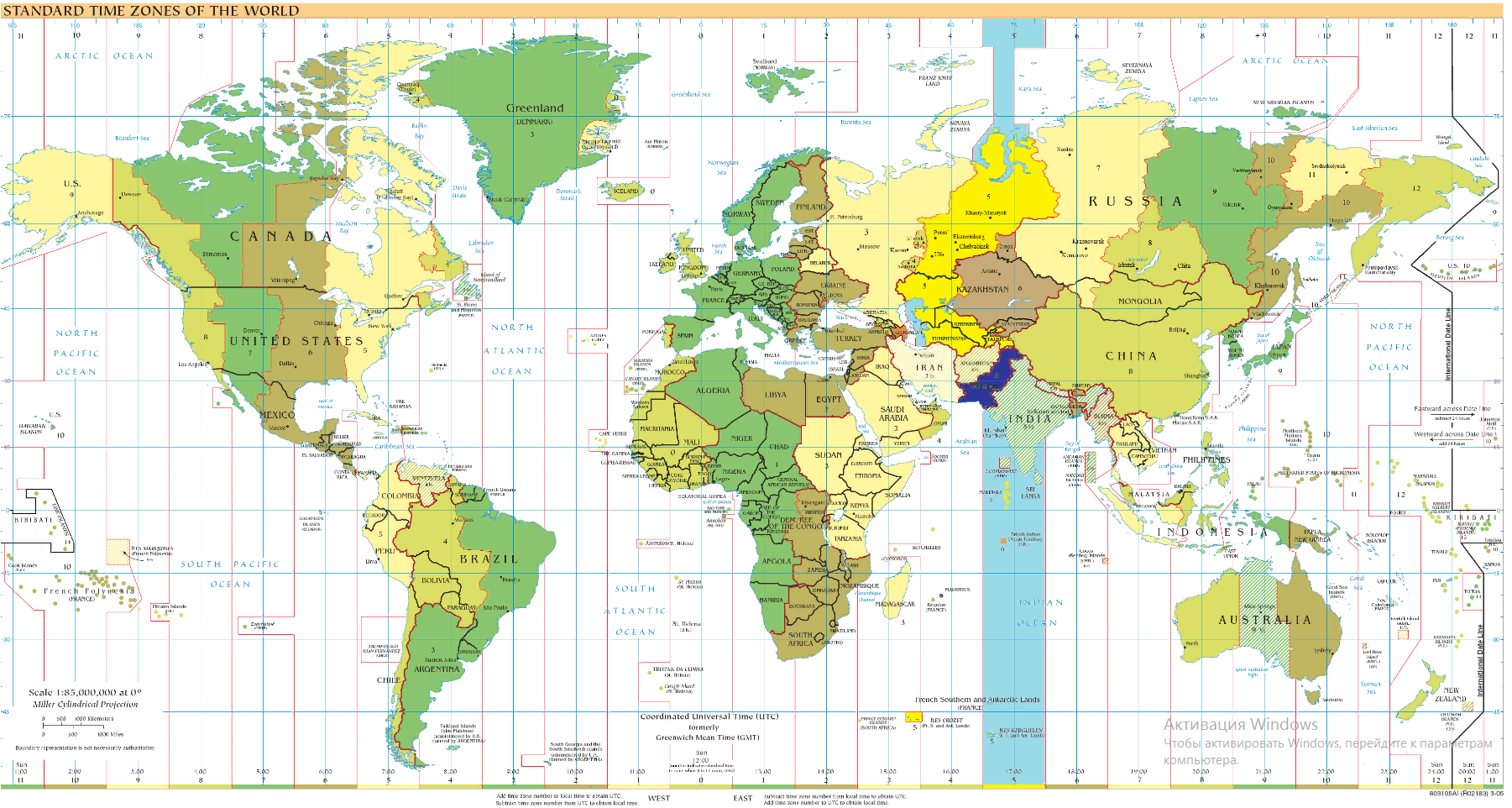
UTC+05:Blau (desembre), taronja (juny), groc (l'any sencer), blau clar (àrees marines)

UTC+05:00 és una zona horària d'UTC amb 5 hores més tard que l'UTC. El seu codi DTG és E-Echo.

## Zones horàries
- Chinese Antarctic Standard Time (CAST)
- French Southern and Antarctic Time (TFT)
- Heard and McDonald Islands Time (HMT)
- Kyrgyzstan Time (KGT)
- Maldives Time (MVT)
- Pakistan Time (PKT)
- Tajikistan Time (TJT)
- Turkmenistan Time (TMT)
- Uzbekistan Time (UZT)
- West Kazakhstan Standard Time (WKST)
- Yekaterinburg Time (YEKT)

Horaris d'estiu
- Armenia Daylight Time (AMDT)
- Azerbaijan Summer Time (AZST)
- Samara Summer Time (SAMST)

## Franges

### Temps estàndard (l'any sencer)
- Austràlia
  - Illes Heard i McDonald (deshabitades)
- França
  - Illes Kerguelen
  - Illes de Sant Pau i Amsterdam
- Kazakhstan
  - Província d'Aktobé
  - Província d'Atirau
  - Província de Manguistau
  - Kazakhstan Occidental
- Maldives
- Uzbekistan
- Tadjikistan

### Temps estàndard (hivern a l'hemisferi nord)
Aquestes zones utilitzen el UTC+05:00 a l'hivern i el UTC+06:00 a l'estiu.
- Pakistan

### Temps d'estiu (estiu a l'hemisferi nord)
Aquestes zones utilitzen el UTC+04:00 a l'hivern i el UTC+05:00 a l'estiu.
- Armènia
- Azerbaidjan

## Geografia
UTC+05 és la zona horària nàutica que comprèn l'alta mar entre 82,5°E i 67,5°E de longitud. En el temps solar aquest fus horari és el corresponent el meridià 75° est.

## Història
En el 2011, a Rússia es va traslladar l'horari d'estiu durant tot l'any i el Yekaterinburg Time es va fixar permenet en lloc de canviar a UTC+6, es va canviar a UTC+5.